# 泰安服務區 (臺灣)
泰安服務區是台灣一座國道服務區，位於台中市后里區，分為南下、北上兩站，里程為中山高速公路158.6k，是中山高速公路自基隆起的第三個服務區，北站於1978年啟用，面積約38,206.68平方公尺、南站於1984年啟用，面積約106,665平方公尺。
泰安服務區取名自后里區泰安里，而不是知名的苗栗縣泰安鄉。有趣的是，泰安服務區所在地屬於后里區月眉里，與泰安里有一大段距離。泰安服務區名不副實，若正名為月眉服務區或后里服務區會比較適當。
泰安服務區ROT招標案，原經營者南仁湖育樂經營合約期限，至2019年（民國108年）2月28日止。新合約競標案，統一超商被評選為最優申請人，並完成簽約，合約期限9年，自民國108年3月1日至民國117年（2028年）2月29日。

## 基本資料
- 地址：台中市后里區安眉路113號（南下）、台中市后里區九甲七路400號（北上）
- 里程：中山高速公路158k+600處
- 面積：38,206.68平方公尺（北上）、106,665平方公尺（南下）
- 公共設施：

1. 服務台
2. 國道資訊補給站
3. 行動辦公室
4. 育嬰室
5. 駕駛人休息室及沐浴間（僅南下）
6. ETC收費服務台
7. ATM
8. 售電話卡、兌換零錢
9. 諮詢、廣播、失物招領
10. 影印、傳真、E-MAIL
11. 免費手機充電服務
12. 老花眼鏡借用、眼鏡清洗機
13. 贈品兌換

- 加油站：台亞石油營運
- 充電站：2023年11月設立電動車的充電站，支援CCS1與CCS2規格充電樁，南下站另設有電動大客車的充電樁[4]。

## 國道花博旅驛
台中市政府為宣傳2018年臺中世界花卉博覽會並行銷台中特色禮品，市府農業局於泰安服務區南站設「國道花博旅驛」，提供前往花博三大展區的交通、場館主題、周邊旅遊、石虎保育等資訊，以懶人包方式簡潔呈現，讓民眾可以快速輕易理解，不必辛苦找資訊，從泰安服務區出發平均車程只要35分鐘即可到達，輕鬆賞花博。

## 營業額
以下為泰安服務區自2006年以來之年營業額，其中2006年與2007年之年營業額未含營業稅：
|  | 由于技术原因，此旧版图表已停用，並須迁移至新版图表。造成您的不便，我們深表歉意。 |

|  | 由于技术原因，此旧版图表已停用，並須迁移至新版图表。造成您的不便，我們深表歉意。 |

## 外部連結
- 統一超商股份有限公司泰安服務區
- 中區工程處國道服務區泰安服務區 （页面存档备份，存于）
- 國道1號 泰安南下服務區 即時影像 - 高速公路資訊網
- 國道1號 泰安北上服務區 即時影像 - 高速公路資訊網 （页面存档备份，存于）